# Modelica
Modelica è un linguaggio di modellazione orientato agli oggetti. La prima pubblicazione ufficiale avvenne nel 1997 con la versione 1.0; la più recente versione ufficiale è la versione 3.4 rilasciata nel 2017. A un modello fisico formulato attraverso Modelica, segue generalmente una traduzione automatica in un modello matematico attraverso algoritmi di riordino delle equazioni.